# Racklet
Racklet med Högklobben är en ö i Finland. Den ligger i Bottenhavet och i kommunen Kristinestad i den ekonomiska regionen  Sydösterbotten i landskapet Österbotten, i den västra delen av landet. Ön ligger omkring 110 kilometer söder om Vasa och omkring 290 kilometer nordväst om Helsingfors.
Öns area är 21,1 hektar och dess största längd är 1,6 kilometer i nord-sydlig riktning. I omgivningarna runt Racklet växer i huvudsak blandskog.

## Delöar och uddar
- Racklet 62°07′42″N 21°18′21″Ö / 62.12847°N 21.30597°Ö
- Remmarklobben 62°07′58″N 21°18′18″Ö / 62.13279°N 21.30496°Ö (udde)
- Högklobben 62°07′46″N 21°18′32″Ö / 62.1295°N 21.30893°Ö
- Hamnskärsklobben 62°07′26″N 21°18′34″Ö / 62.12396°N 21.30934°Ö (udde)